# پیشاپرنده

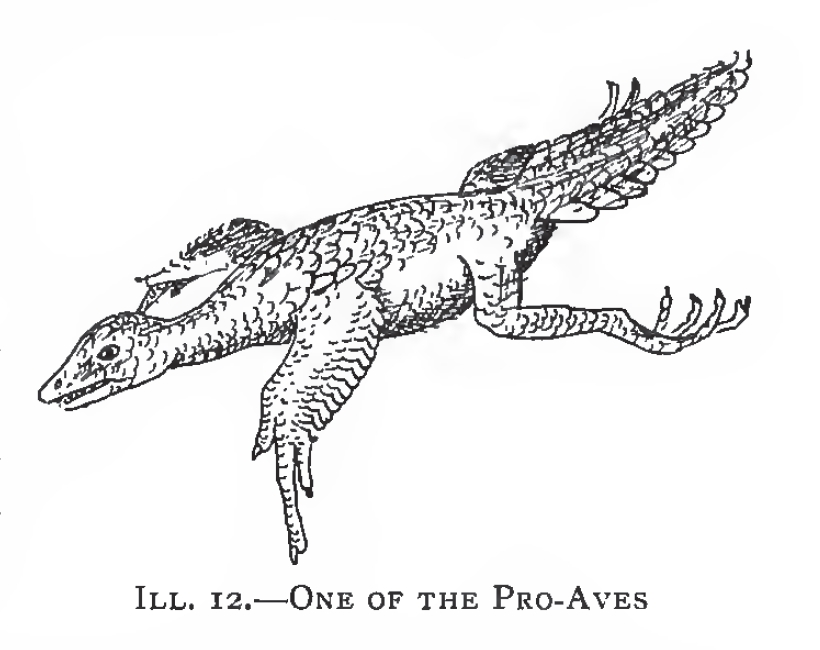
بازسازی فرضی از «یکی از پیش‌پرنده‌ها»، همان‌طور که در موزه بریتانیا توسط ویلیام پلن پایکرافت در سال ۱۹۰۶ نشان داده شد (در اینجا از کتاب Pycraft 1910 A History of Birds استخراج شده‌است).

پیشاپرنده (به لاتین: Proavis)، به یک گونه احتمالی منقرض‌شده یا آرایه فرضی منقرض‌شده اشاره دارد و در اوایل قرن بیستم در تلاشی برای پشتیبانی و توضیح مراحل تکاملی فرضی و سازگاری‌های تشریحی منتهی به دایناسورهای ددپایان غیرپرنده به پرنده مطرح شد. این اصطلاح همچنین توسط مدافعان خاستگاه تکودونتی پرندگان به کار رفته‌است.

## نگارخانه

برخی پرندگان اولیه
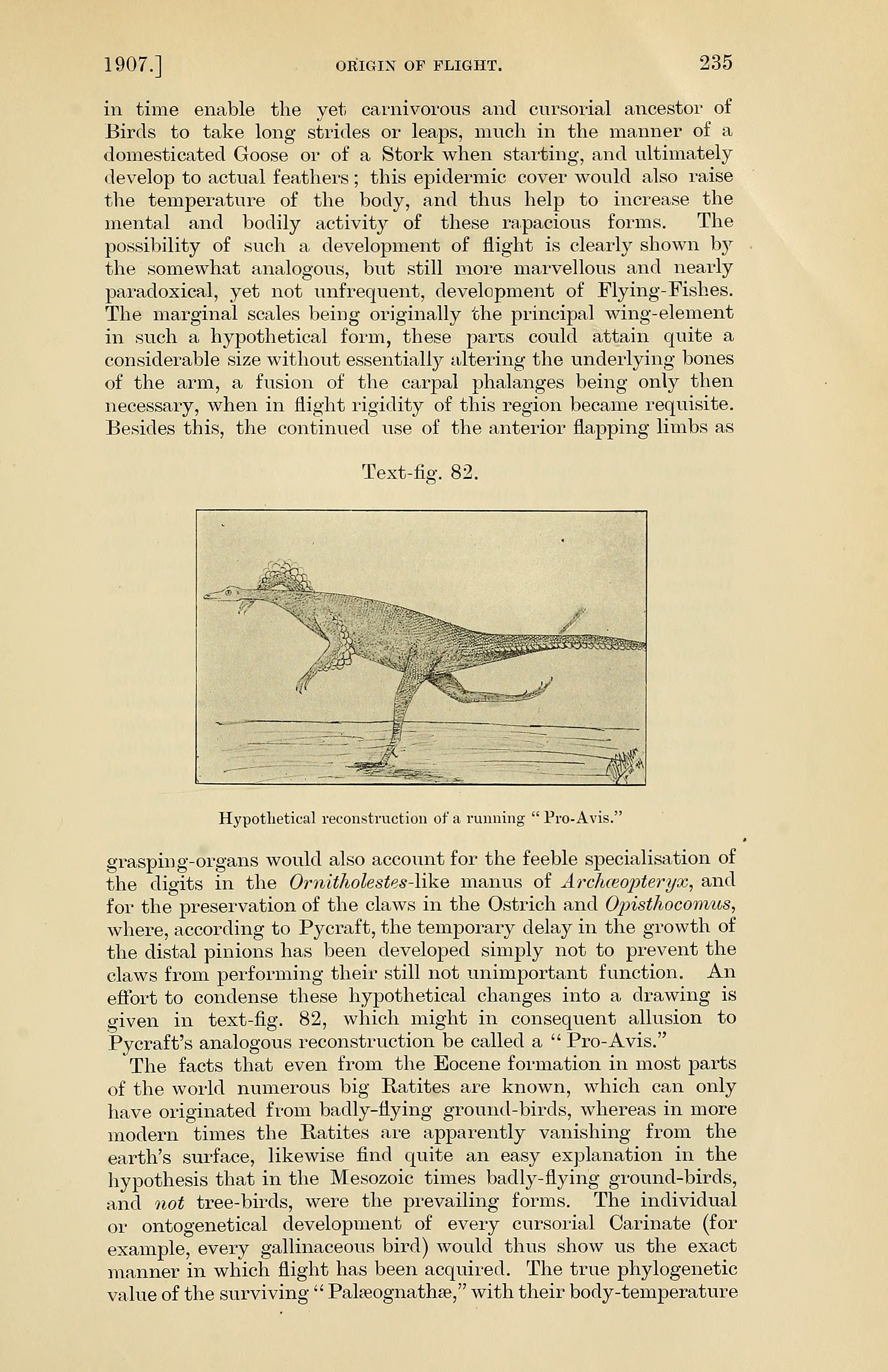
تصویر Nopcsa از انتشار اصلی آن (مجموعه مقالات انجمن جانورشناسی لندن ، ۱۹۰۷).
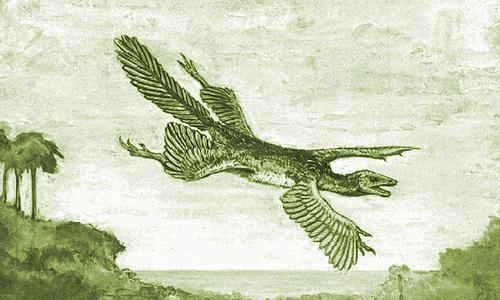
یک "Tetrapteryx" فرضی، همان‌طور که توسط ویلیام بیبی (۱۹۱۵) تصور شد.
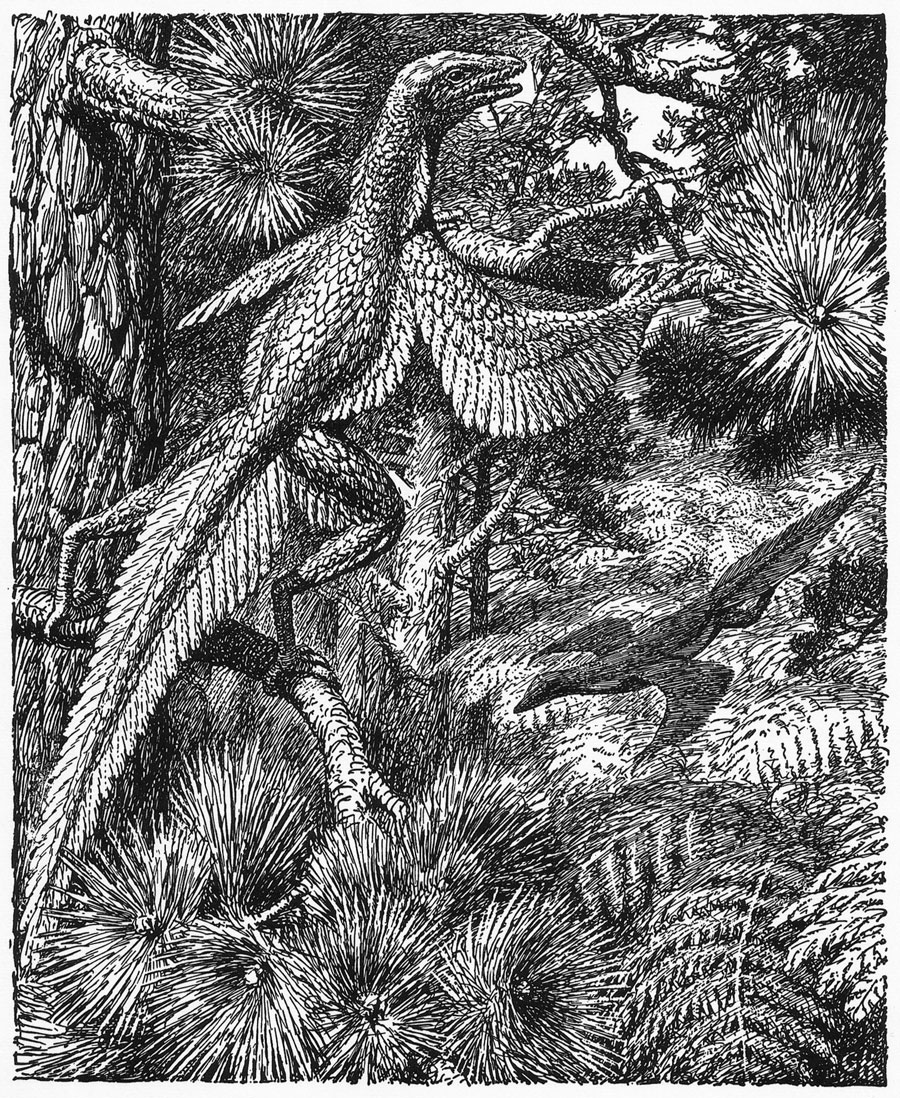
دیدگاه درختی گرهارد هایلمن از پیش‌پرنده (۱۹۱۶).
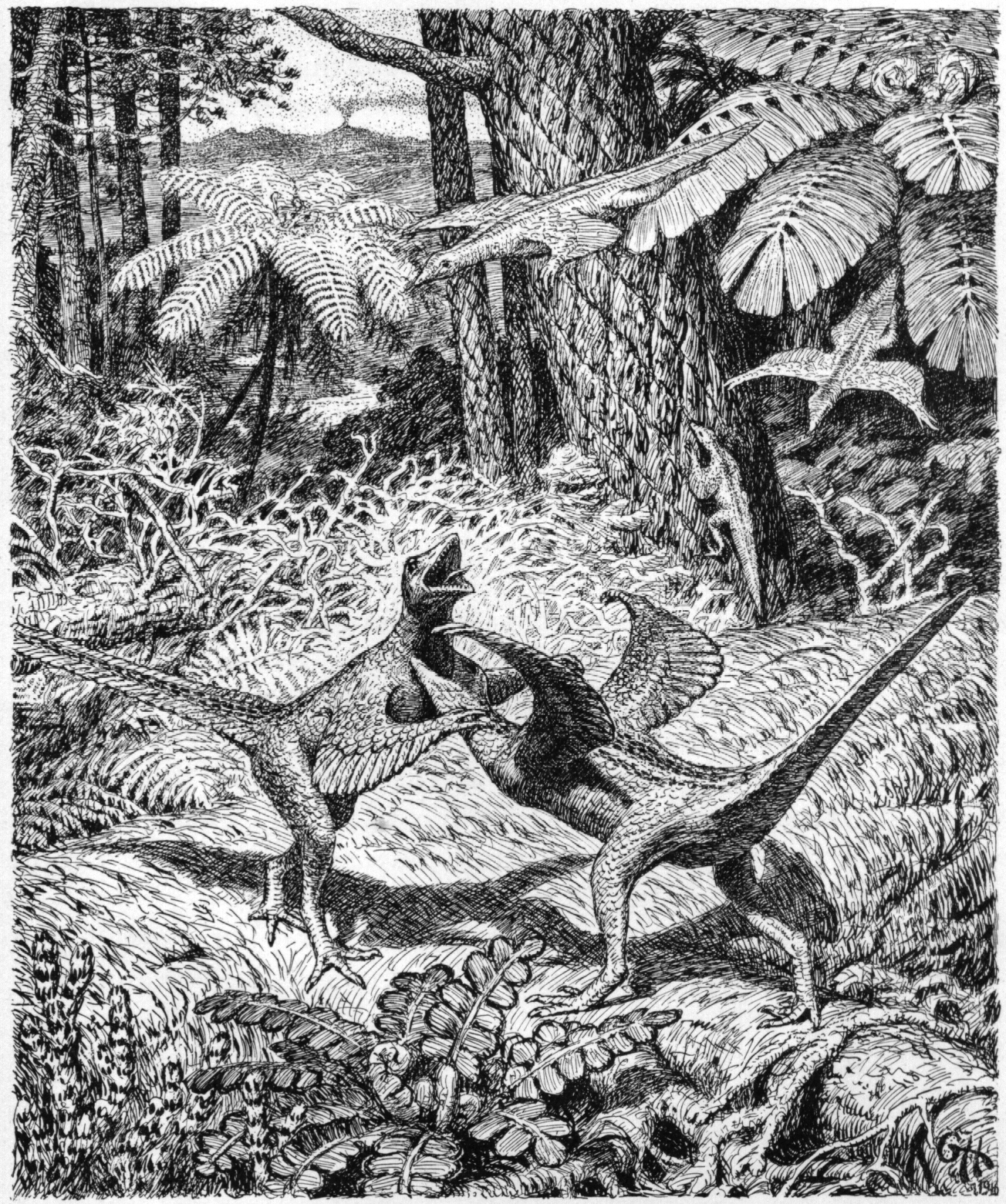
تصویر فرضی هایلمن از یک جفت جنگنده «پیش‌پرنده» (۱۹۱۶).
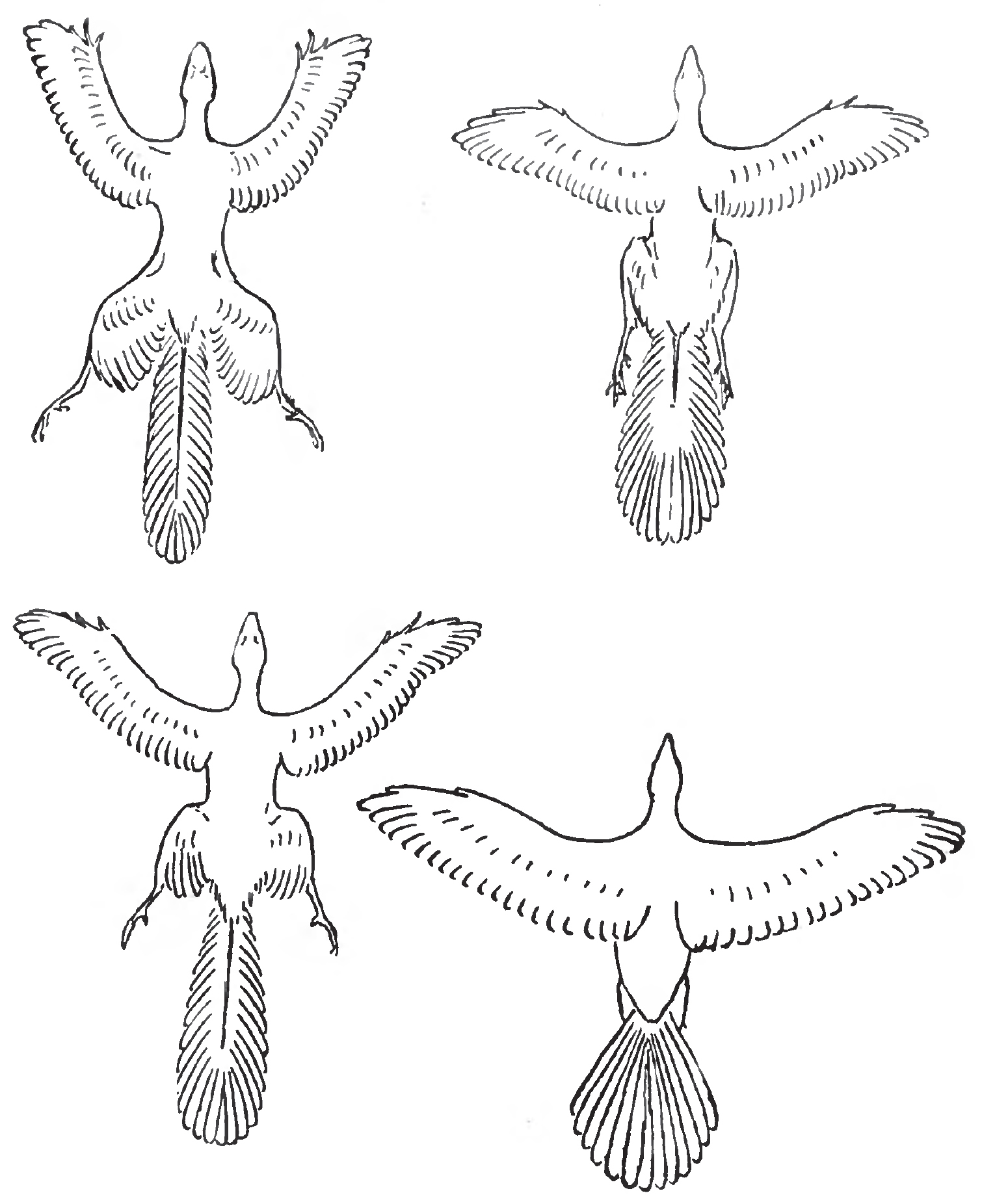
مقایسه Beebe از Tetrapteryx , Archeopteryx، مرحله فرضی و یک پرنده مدرن (۱۹۲۲).